# Yves Bitséki Moto
Stéphane Bitséki Moto (Bitam, 23 de abril de 1983) é um futebolista profissional gabonense que atua como goleiro.

## Carreira
Yves Bitséki Moto fez parte do elenco da Seleção Gabonense de Futebol na Campeonato Africano das Nações de 2017.